# Dušan Džamonja

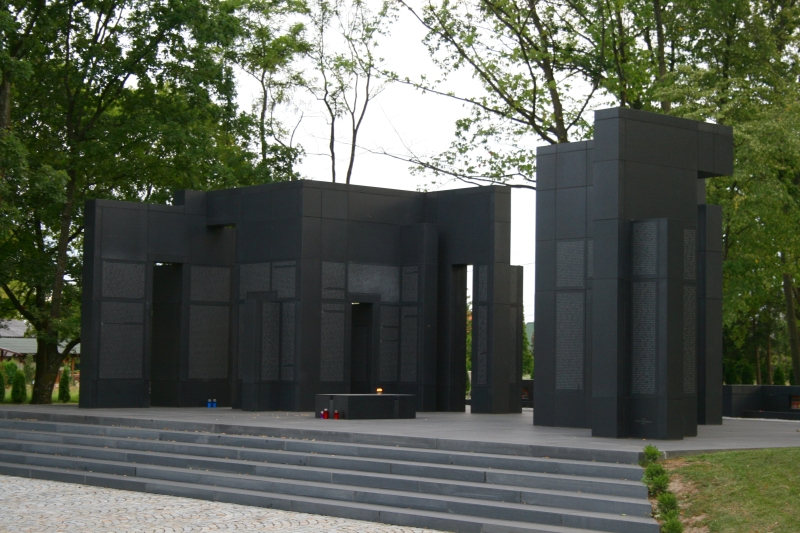
Scultura di Dušan Džamonja a Fiume

Dušan Džamonja (Strumica, 31 gennaio 1928 – Zagabria, 14 gennaio 2009) è stato uno scultore croato, di origini erzegovesi.

## Biografia
Nato a Strumica, in Macedonia, da genitori di origini erzegovesi, nel 1945 Džamonja si iscrive all'Accademia di belle arti dell'Università di Zagabria, e studia scultura prima sotto la guida del professore Vanja Radauš, e successivamente con Frano Kršinić, diplomandosi nel primo dopoguerra (1951) con Antun Augustinčić (1900–79). Tra il 1951 e il 1953 lavora presso lo studio di Kršinić ma presto apre il proprio atelier a Zagabria (1953), concentrandosi sulle arti figurative e sulla scultura. A partire dal 1970 realizza la propria casa e il Parco delle Sculture a Orsera, in Istria e dal 1987 si trasferisce a Bruxelles, dove vive per tutto il periodo della sanguinosa lotta fratricida che segna la rottura della Repubblica Jugoslava
È universalmente noto per le sue giganti e astratte sculture, oltre che per i numerosi monumenti commemorativi della battaglia di liberazione jugoslava realizzati nei luoghi simbolo della guerra. Le sue opere sono state esposte anche a Place Vendôme a Parigi, fuori dal Palazzo di Giustizia di Bruxelles e nel Regent Park di Londra.
Nel 1962 partecipa, insieme ai più importanti scultori internazionali dell'epoca, alla mostra Sculture nella città organizzata da Giovanni Carandente nell'ambito del V Festival dei Due Mondi a Spoleto. Presenta Scultura metallica del 1962.

## Opere
Le opere di Džamonja sperimentano una plasticità formale, che mostra, attraverso nuove tecniche, dinamiche ed intense sculture dal significato simbolico. Lo studio delle nuove forme si esplicita con l'uso di materiali nuovi ed inconsueti, come l'acciaio, l'alluminio, il vetro e il cemento armato. Le sue sfere, le sue strutture di chiodi, di catene, di legno, di pietra e bronzo, risplendono, monumentali, nei più grandi musei europei e negli spazi pubblici di molte città, o in versione ridotta nelle case di proprietari sensibili alle forme organiche. Sculture rigide, geometriche, come quadri di linee e volumi, convivono con forme esplose e figure più agili, che si ricollegano alle espressioni più fluide della natura. I suoi disegni sono come partiture musicali che svelano sottili formule magiche, voli lirici o spirituali che si crede di ascoltare guardando le sue opere.

### Sculture in musei e gallerie
| Belgio          | Anversa              | Middelheim Park                                   | 1959         | The Bride - II         |
| Croazia         | Ragusa               | Umjetnicka galerija                               | 1959         | The Birth of the Forme |
| Croazia         | Ragusa               | Umjetnicka galerija                               | 1968         | Metal Worker           |
| Croazia         | Ragusa               | Umjetnicka galerija                               | 1968         | Metal Sculpture 50-Y   |
| Croazia         | Fiume                | Moderna galerija                                  | 1961         | Sculpture - XV         |
| Croazia         | Spalato              | Galerija umjetnina                                |              | Sculpture PO - II      |
| Croazia         | Spalato              | Galerija umjetnina                                | Wounded Stag |                        |
| Croazia         | Spalato              | Galerija umjetnina                                | Drawing      |                        |
| Croazia         | Spalato              | Galerija umjetnina                                | Drawing      |                        |
| Croazia         | Zagabria             | Galerija grada Zagreba                            | 1967         | Iron Tapestry - 6      |
| Croazia         | Zagabria             | Moderna galerija HAZU                             | 1959         | Metal Sculpture - III  |
| Croazia         | Zagabria             | Moderna galerija HAZU                             | 1962         | Metal Sculpture - 27   |
| Croazia         | Zagabria             | Moderna galerija HAZU                             | 1961         | Metal Sculpture - 20   |
| Croazia         | Zagabria             | Gradska galerija suvremene umjetnosti             | 1961         | Sculpture - VIII       |
| Croazia         | Zagabria             | Gliptoteka                                        | 1969         | Sculpture LXX - DP     |
| Francia         | Parigi               | Musée d'art moderne de la Ville de Paris          | 1959         | Metal Sculpture - 2    |
| Germania        | Berlino              | Neue Nationalgalerie                              | 1961         | Metal Sculpture - 17   |
| Germania        | Leverkusen           | Städtisches Museum                                | 1960         | Metal Sculpture - 9    |
| Germania        | Mannheim             | Städtisches Kunsthalle                            | 1961         | Sculpture - VII        |
| Gran Bretagna   | Londra               | Tate Modern                                       | 1960         | Metal Sculpture - 14   |
| Italia          | Roma                 | Galleria nazionale d'arte moderna e contemporanea | 1969         | Sculpture LXX - ALP    |
| Macedonia       | Skopje               | Muzej na savremenata umetnost                     | 1965         | Metal Sculpture - 45   |
| Olanda          | Otterlo              | Kröller-Müller Museum                             | 1966         | Metal Sculpture        |
| Olanda          | Otterlo              | Kröller-Müller Museum                             | 1967         | Iron Tapestry - 8      |
| Olanda          | Otterlo              | Kröller-Müller Museum                             | 1969         | Model - I              |
| Olanda          | Otterlo              | Kröller-Müller Museum                             | 1977         | Sculpture - CX         |
| Olanda          | Otterlo              | Kröller-Müller Museum                             | 1986         | Drawing BN - IV        |
| Olanda          | Otterlo              | Kröller-Müller Museum                             | 1986         | Drawing BN - V         |
| Olanda          | Rotterdam            | Museum Boijmans - van Beuningen                   | 1972         | Metal Sculpture - 73   |
| Repubblica Ceca | Praga                | Galerie soulcasnehov umetni                       | 1965         | Metal Sculpture        |
| Serbia          | Belgrado             | Muzej savremene umetnosti                         | 1959         | Wounded Stag           |
| Serbia          | Belgrado             | Muzej savremene umetnosti                         | 1961         | Sculpture - XVI        |
| Serbia          | Belgrado             | Muzej savremene umetnosti                         | 1961         | Metal Sculpture - 22   |
| Serbia          | Belgrado             | Muzej savremene umetnosti                         | 1966         | Metal Sculpture - 54   |
| Slovenia        | Kostanjevica na Krki | Forma Viva                                        | 1962         | Wooden sculpture       |
| Slovenia        | Lubiana              | Moderna galerija                                  | 1961         | Metal Sculpture - IV   |
| Slovenia        | Lubiana              | Moderna galerija                                  | 1961         | Sculpture S - I        |
| USA             | New York             | Museum of Modern Art                              | 1959         | Metal Sculpture        |

### Monumenti Commemorativi

#### 1951
- "Monumento commemorativo per la Liberazione dell'Istria", Pisino, Croazia; marmo
- "Monumento ai caduti combattenti", Slavonski Brod, Croazia; bronzo

#### 1955
- "Memoriale per la liberazione delle isole di Cherso e Lussino, Lussinpiccolo, Croazia; bronzo

#### 1960
- "Monumento commemorativo alle vittime di dicembre", Dubrava, Zagabria; Croazia; alluminio, altezza 4 m

#### 1967
- "Monumento alla Rivoluzione in Moslavina", Podgarić, Berek, Croazia; cemento armato e alluminio; altezza 20 m[2]

#### 1970
- "Ossario commemorativo dei caduti slavi della prima e della seconda guerra mondiale", Barletta, Italia, cemento armato; 70 x 20 x 11 m[3]

#### 1972
- "Monumento alla rivoluzione, Mrakovica, Kozara, Bosnia; cemento armato e acciaio inossidabile; altezza 30 m

#### 1980
- "Monumento a Edvard Kardelj, Sisak, Croazia; Acciaio Corten
- "Monumento ai caduti a Josani", Lika, Croazia; Acciaio Corten e cemento armato

## Premi e riconoscimenti
1958
- Terzo e quarto premio per il progetto concettuale per il monumento commemorativo a Jaijinci, Jugoslavia

1959
- Ex aequo per il Concorso internazionale per il monumento alle vittime di Dachau, primo premio per la scultura, Salon 59, Fiume, Croazia

1960
- Premio Città di Zagabria, Croazia

1961
- Premio Morgan's Paint, Rimini, primo premio per la scultura
- Prima triennale di scultura moderna, Belgrado, Jugoslavia

1962
- Quarto premio, Concorso nazionale per il monumento alla rivoluzione a Slavonija, Kamensko, Croatia

1963
- Secondo premio, IV Biennale, San Marino, Italia

1965
- Medaglia d'oro all'attività artistica, Verucchio, Italy

1968
- Secondo Premio nel Concorso per il Monumento alle Vittime del Fascismo a Podhum, Fiume, Croazia
- Primo Premio per l'ossario commemorativo a Barletta, Italia

1970
- Primo premio per il Monumento alla rivoluzione, Kozara, Bosnia

1974
- Secondo premio per il progetto dell'Ossario commemorativo di Roma, Italia
- Primo premio per il progetto del Memoriale alla vittoria e ai caduti combattenti, Sremski Front 944-45, Yugoslavia

1977
- Rembrandt Prize, Fondazione Goethe di Basilea, Svizzera

1980
- Secondo premio per il progetto concettuale per il Monumento a Edvard Kardelj, Lubiana, Slovenia

1982
- Secondo premio per il Concorso nazionale per il monumento a Jajinci, Belgrado, Jugoslavia

1983
- Terzo premio, Terza biennale europea delle arti grafiche, Baden-Baden, Germania

1986
- Premio della Giuria, Biennale of Original Drawing, Fiume, Croazia

1990
- Secondo premio per il progetto del monumento a Rhein-Main-Donau Kanal, Germania.[4]